# ماری-کاترین دو ویلدیو
ماری کاترین دو ویلدیو (به فرانسوی: Marie-Catherine de Villedieu) نویسنده و نمایش‌نامه نویس قرن هفدهم میلادی اهل فرانسه است.